# Marmato (ort)
Marmato är en ort i Colombia.   Den ligger i departementet Caldas, i den centrala delen av landet, 190 km nordväst om huvudstaden Bogotá. Marmato ligger 1 117 meter över havet och antalet invånare är 1 456.
Terrängen runt Marmato är bergig norrut, men söderut är den kuperad. Runt Marmato är det ganska tätbefolkat, med 96 invånare per kvadratkilometer. Närmaste större samhälle är Supía, 7,0 km väster om Marmato. I omgivningarna runt Marmato växer i huvudsak städsegrön lövskog.